# Acanthuroidei
Acanthuroidei è un sottordine di pesci ossei appartenenti all'ordine Perciformes.

## Famiglie
Comprende le seguenti famiglie:
- Acanthuridae
- Ephippidae
- Luvaridae
- Scatophagidae
- Siganidae
- Zanclidae